# Ньюпорт (остров Уайт)
Нью́порт (англ. Newport) — город в Юго-Восточной Англии, столица унитарного неметропольного графства Айл-оф-Уайт. Ньюпорт относится к почтовому району Портсмута, код которого «PO».

## География и название

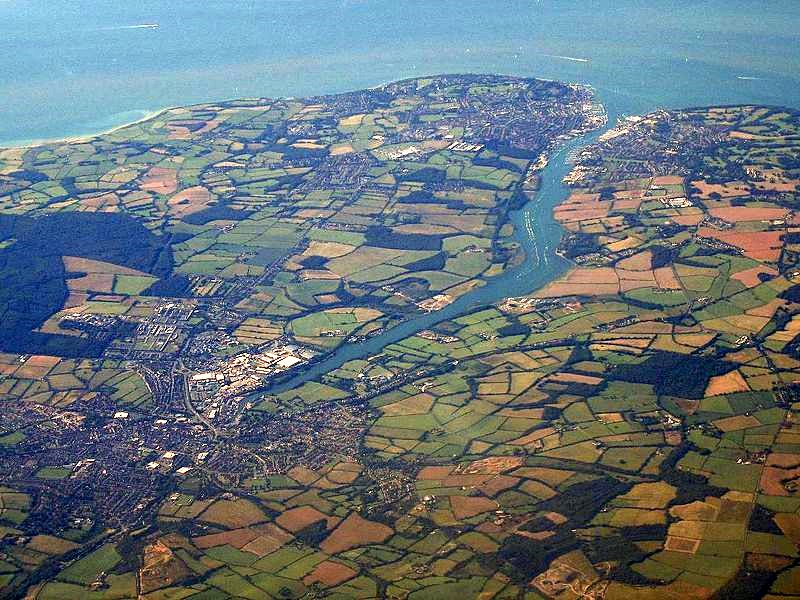
Вид с воздуха, Ньюпорт слева снизу.

Расположен в центральной части острова Уайт, на реке Медине.
В 6 км к северу от Ньюпорта находятся города Каус и Ист-Каус с населением 9 и 6 тыс. человек соответственно. В 10 км к востоку от него — город Райд с населением 26 тыс. человек. В 15-20 км к юго-востоку — Сандаун, Шанклин и Вентнор с населением 5, 8 и 6 тыс. человек соответственно. В 15 км к западу — город Ярмут.

## Транспорт

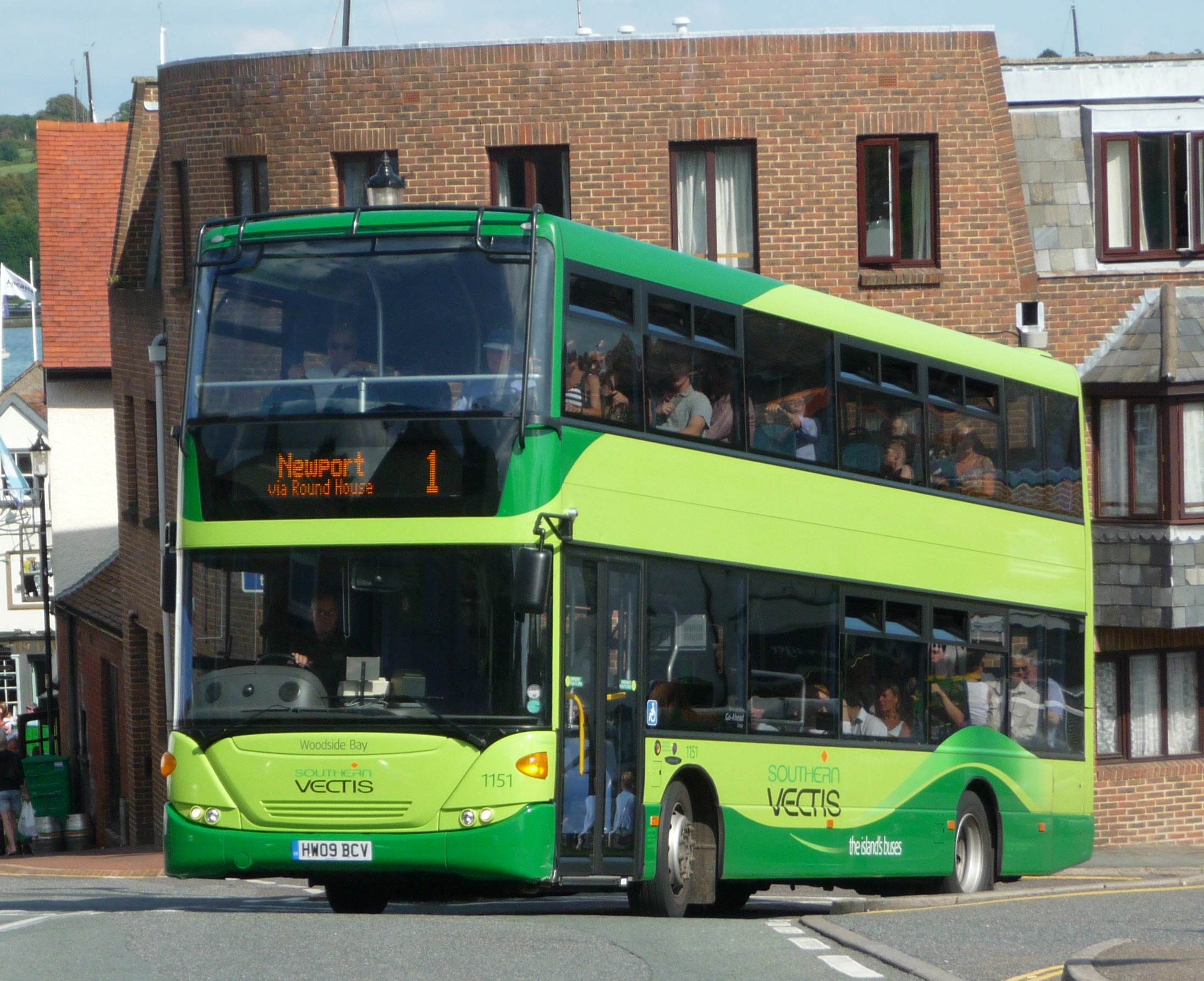
Двухэтажный автобус компании Southern Vectis, маршрут № 1 Ньюпорт — Каус.

Автодорога A3021 связывает город с Ист-Каус, A3056 — с городом Сандаун. Автобусными пассажирскими перевозками занимается здесь компания Southern Vectis.

## Политика и власть
С 1832 года при выборах в парламент Ньюпорт входит в избирательный округ «Айл-оф-Уайт». До этого с 1584 по 1832 год он был отдельным избирательным округом и представлял в парламент двух депутатов. В результате реформы отдельный избирательный округ для Ньюпорта как одно из «гнилых местечек» был упразднён. В разное время депутатами от Ньюпорта являлись:
- Артур Уэлсли Веллингтон
- Генри Джон Темпл Пальмерстон
- Лэм, Уильям, 2-й виконт Мельбурн
- Каннинг, Джордж.

В Ньюпорте находится штаб-квартира полиции Уайта, относящаяся к восточному округу полиции Гэмпшира.
Тюрьмы «Албани», «Камп Хилл» и «Паркхёрст» на северо-западе города составляют комплекс «HMP The Isle of Wight»; в общей сложности здесь содержатся около 1700 заключённых.

## Культура

Постер фестиваля Isle of Wight, 1970

В парке Сиклоус к востоку от Ньюпорта проводится ежегодный музыкальный фестиваль Isle of Wight.
Футбольный клуб «Ньюпорт» выступает в лиге Wessex League Premier Division, девятой по уровню в системе футбольных лиг Англии.

## Достопримечательности
Средневековый замок Карисбрук в местечке Карисбрук в юго-западной части города. Место заточения английского короля Карла I в 1647—1648 годах.

## Известные жители
- Денни Бриггс — игрок в крикет.
- Крейг Дуглас — музыкант.
- Созертон, Келли — спортсменка, обладательница золотых медалей на Играх содружества и Островных играх.
- Елизавета Стюарт (1635—1650) — дочь английского короля Карла I.
- Фил Юпитус — комик.